# Route nationale 19b
La route nationale 19b (RN 19b o N 19b) è stata una strada nazionale francese del dipartimento del Territorio di Belfort che partiva da Belfort e terminava a Delle. Rappresentava un ramo della N19 che raggiungeva la Svizzera più a sud. Nel 1972, con il declassamento del troncone finale della RN19, a questa come nuovo tratto conclusivo fu assegnata la RN19b. Oggi, con l'apertura dell'attuale N1019, è stata declassata a D19.

## Percorso
Da Belfort si dirigeva a sud, passava per Danjoutin seguendo la Savoureuse. A Sevenans virava a sud-est per poi risalire la valle dell'Allaine fino al confine svizzero tra Delle e Boncourt. Era proseguita dalla strada principale 6.